# 膜チャネル
膜チャネル（Membrane channel）とは、本来、生体膜によって遮蔽されているイオン、水分子、あるいはその他の溶質を、電気化学的勾配に従って受動的に膜を通過することを可能にする膜タンパク質のファミリーである。膜チャネルは他の分子により開閉されており、調節物質として内在性カンナビノイド（eCB）が示唆されている。

## 種類

### 半チャネル
半チャネルあるいはヘミチャネル（hemichannel）は、6個のサブユニットで構成された膜チャネルである 。半チャネルの名称はギャップ結合チャネルの半分という意味 。ヘミチャネルはコネクシンで構成される。

### パンネキシン
パンネキシン（Pannexin）はプリン作動性シグナル伝達のプロセスに関与している。このタンパク質は、プリン受容体を活性化するためにアデノシン三リン酸（ATP）を放出するが、プリン受容体の活性化は正のフィードバックループを介してチャネルの開口をもたらすこともある。 また、P2Y受容体はイノシトール三リン酸を活性化して、コネクシンおよびパンネキシンチャネルの両方を開き、したがってアストロサイトおよび上皮細胞を通るカルシウム波の伝播に寄与する。